# Kazomorfiny

β-kazomorfina 7 (bydlęca) mająca w swojej sekwencji aminokwasowej siedem aminokwasów.

Kazomorfiny – grupa naturalnych opiatów powstających w wyniku trawienia jednego z białek mleka, kazeiny.

## Działanie i wpływ
Enzymy trawienne rozkładają zawartą w mleku kazeinę na peptydy wykazujące pewną aktywność biologiczną w komórkach.
Bogatym źródłem kazomorfin, już powstałych w procesie dojrzewania nabiału, są sery podpuszczkowe oraz sery półtwarde.
Przy odpowiedniej uwarunkowaniu genetycznym dotyczącym ograniczonej biosyntezy dipeptydylopeptydazy-4 (DPP4), kazomorfiny mogą przenikać barierę jelitową i wiązać się z receptorami opioidowymi u ludzi. Nie ustalono jednoznacznie ich wpływu na ludzi, dostępne badania wskazują, że m.in. wykazują właściwości przeciwbólowe i immunomodulacyjne czy regulują ciśnienie krwi.
W latach 90. XX wieku sformułowano hipotezę wpływu kazomorfin czy gluteomorfiny na rozwój zaburzeń ze spektrum autyzmu, jednak wciąż nie znaleziono jednoznacznych dowodów wysokiej jakości potwierdzających tę hipotezę.